# 帕尔马植物园

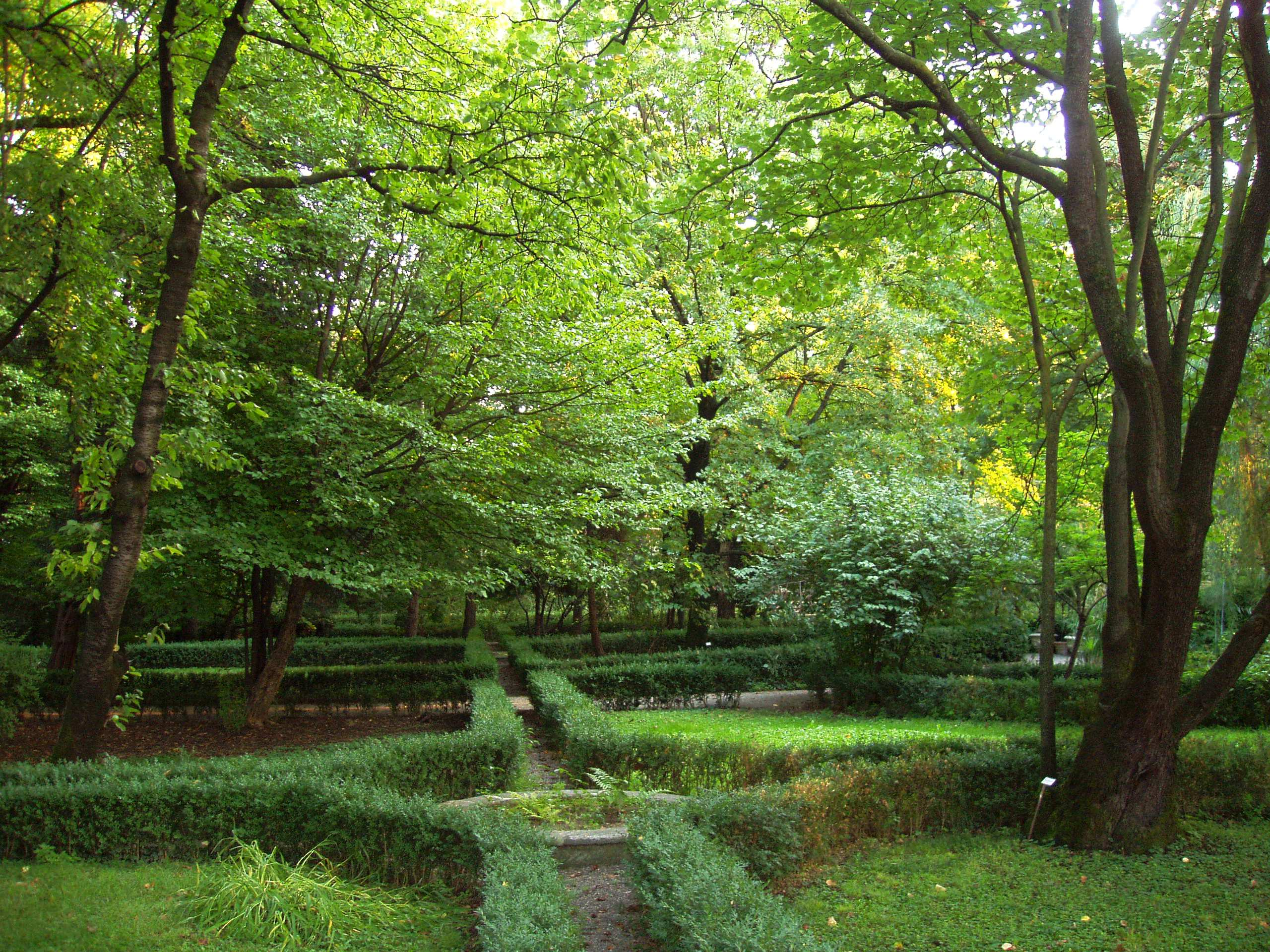
植物园

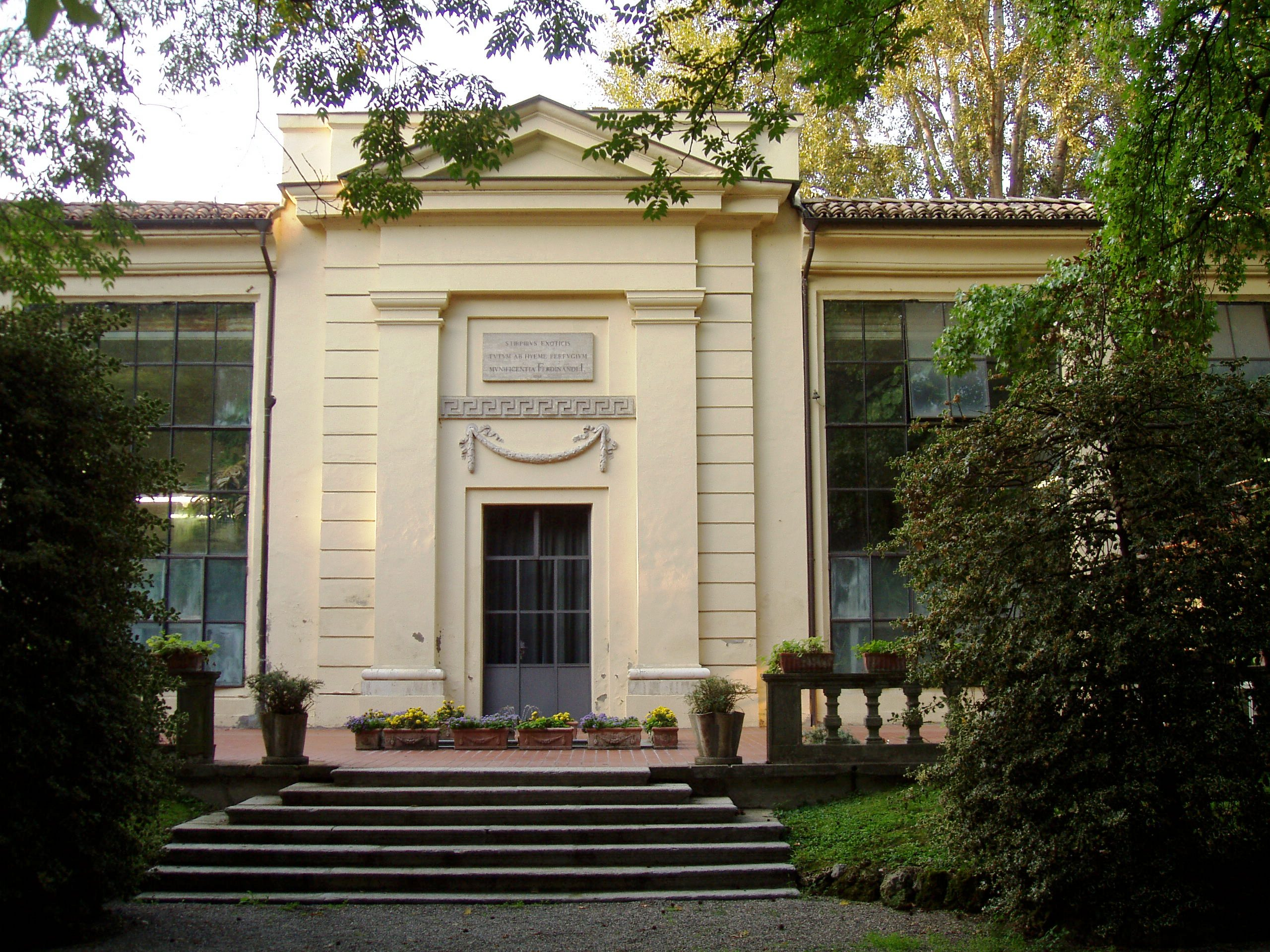

帕尔马植物园（Orto Botanico di Parma），又名“帕尔马大学植物园”，是一个植物园，由帕尔马大学维护。它位于意大利帕尔马的自由战士大街（Viale Martiri della Libertà），每天免费开放。
今天的花园创立于1770年，玻璃房完成于1793年。